# 이사벨라 버드

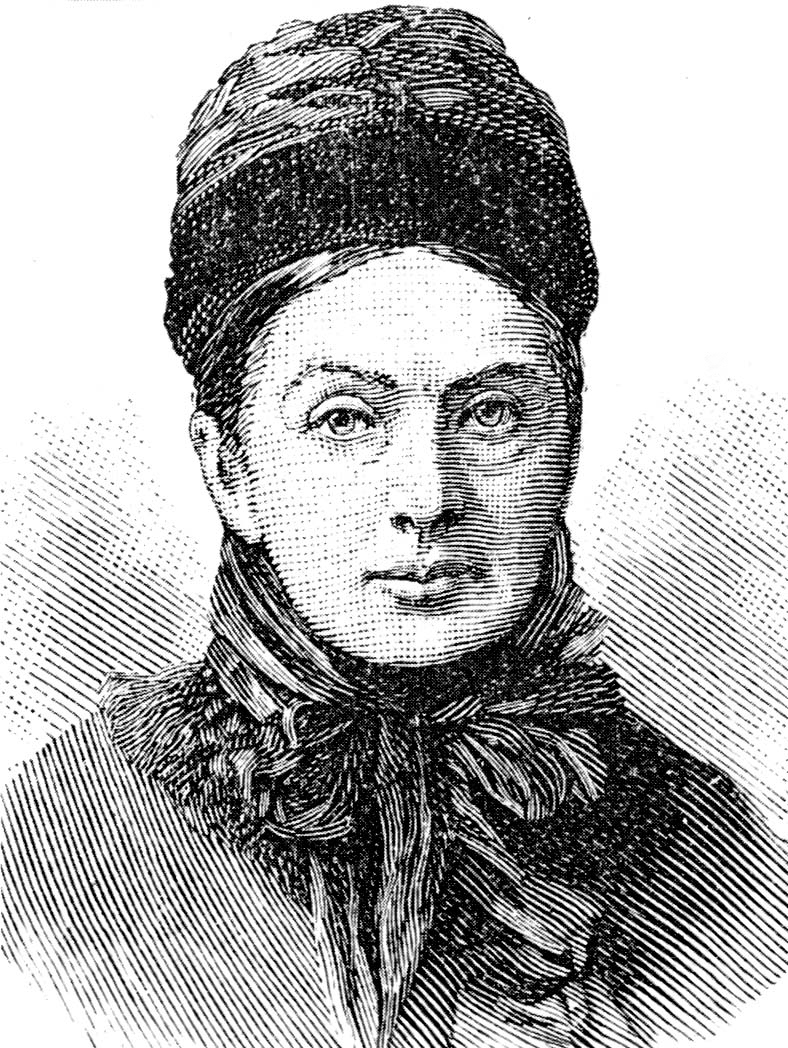
이사벨라 버드

이사벨라 루시 버드(Isabella Lucy Bird, 1831년 10월 15일 ~ 1904년 10월 7일) 또는 결혼후 이름인 이사벨라 버드 비숍(Isabella Bird Bishop)은 영국 잉글랜드 출신의 19세기 여행가이며, 지리학자이자 작가이다.

## 어린 시절

### 성공회 사제의 딸
이사벨라 버드는 영국 요크셔의 보로브리지홀(Boroubridge Hall)에서 태어났으며, 그의 집안은 캔터베리 대주교, 선교사들이 배출된 전통적인 성공회 집안이었다. 그녀의 아버지인 에드워드 버드 신부(Rev. Edward Bird)는 영국 성공회 사제(Church of England Priest)이며, 이사벨라가 어렸을 때 교구의 인사발령에 따라, 여러 지역으로 이사했었다. 1848년에 성공회 성 토마스 주교좌 성당(St.Thomas Cardinal)에서 교구 사제(Vicar)로 목회하던 에드워드 버드 신부는 교우들과 목회방식으로 갈등을 겪었고, 결국 가족들과 이사해야 했다.

### 병약한 소녀, 여행광이 되다
이사벨라는 딱딱한 의자에 앉지 못할 정도로 몸이 약해서 평생 감기나 다른 병에 걸리곤 했었다. 당연히 학과지식은 학교 교사가 아닌 가정교사에게 배웠다. 여행을 좋아한 그녀는 자기가 가장 하고 싶었던 여행을 못 할 때 몸이 아팠다고 한다. 1854년에 아버지로부터 100파운드를 받아서 미국에 있는 친척을 보러 가도 된다는 허가를 받았다. 100파운드를 다 쓸 때까지 있으라는 아버지의 배려 덕분에 미국에서 마음껏 여행을 할 수 있었다. 이 여행을 이사벨라가 첫 번째 책 《미국에 간 영국 여인》(The Englishwoman in America)을 익명으로 저술했다. 1년 후 캐나다로 간 다음에 스코틀랜드도 여행했었지만 몸이 아팠기 때문에, 모친이 1868년에 돌아가신 다음에 이사벨라는 여동생인 헨리에타와 같이 사는 것을 피하기 위해 또 여행을 하기로 했다. 헨리에타는 집에 있는 것을 좋아하는 사람이라, 여행을 하면서 책 쓰기로 돈 벌었던 이사벨라와는 생활방식이 잘 맞지는 않았다. 하지만 사이가 나쁜 것은 아니었으므로, 이사벨라는 여행을 하면서 동생에게 편지를 자주 보냈으며 이 편지들을 편집해서 책을 만든 바도 있었다.

## 여행

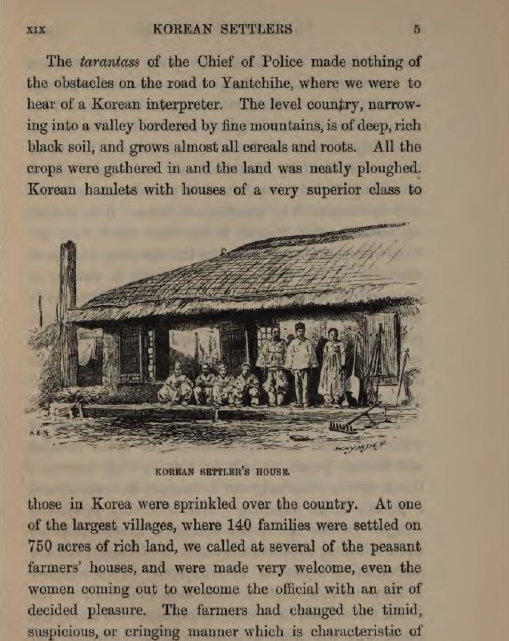
《조선과 그 이웃나라들》 중의 한 쪽.살림에서 출판한 한국어판에서는 이 그림을 표지디자인에 사용했으며, 본문에도 들어있다.

1872년에 이사벨라는 처음으로 낯선 해외로 갈 수 있게 되었다. 처음에는 오스트레일리아로 갔지만 마음에 안 들어서 하와이(당시 샌드위치 제도)로 갔다. 아름다운 자연과 원주민들의 자유분방함을 보고 하와이를 좋아하게 된 이사벨라는 두 번째 책을 하와이에 대해 쓰기로 했다(결국 1875년에 출판되었다). 그 다음 미국의 콜로라도주(당시 가장 최근 병합된 주)로 갔다. 공기가 좋은 콜로라도의 로키 산맥에서 1200 킬로미터 이상의 여행을 마친 다음에 그의 가장 유명한 책인 《로키 산맥 속의 숙녀 생활》(A Lady's Life in the Rocky Mountains)을 출판하였다.
영국으로 돌아간 후에 몸이 또 다시 나빠졌기 때문에 여행을 또 시작하기로 했다. 일본, 중국, 베트남과 싱가포르를 여행했다. 1880년 쯤에 결혼한 존 비숍이라는 의사와 결혼하기로 했지만 1886년에 남편이 단독에 걸려서 죽었고, 이사벨라는 60세 이상임에 불구하고 의학을 배우고 성공회 선교사가 되기 위해서 인도로 가기로 했다.
1889년 2월에 인도에 도착한 이사벨라는 인도의 선교사들과 만났고, 티베트으로 간 다음에 터키, 페르시아와 쿠르디스탄으로 갔다. 1년 후에 영국 군인들과 같이 바그다드와 테헤란으로 갔다. 여행을 마친 이사벨라는 유명 인사가 되었고 자주 잡지에 나오게 되었다. 1892년 여자로서는 처음으로 영국왕립지리학협회(Royal Geographic Society)의 회원이 되었다. 이사벨라가 처음 한국을 방문하게 된 것은 1894년이었고, 3년 동안 조선과 중국을 자주 방문하면서 고종과 명성황후를 알현하였으며, 제정 러시아의 조선인 이민들도 만났다. 물론 조선 근대 역사의 큰 사건인 동학농민혁명과 청일전쟁을 겪기도 했다. 이러한 다양한 체험은 《조선과 그 이웃나라들》(Korea and Her Neighbours)에 담겨 있는데, 그 기행문은 출간 당시 영국 출판계의 베스트셀러였다. 나중에 초대를 받아, 모로코도 방문했지만 나이를 많이 먹은 이사벨라는 이젠 말을 타기 위해 사다리를 써야 할 정도로 몸 상태가 나빠졌다. 에딘버러로 돌아간 다음에 또 다시 중국으로 가기로 계획을 세웠지만, 그 해 1904년에 죽었다. 이사벨라에 대해 스펙테이터(Spectator)지는 “버드 씨만큼 여행을 잘하시는 분이 따로 없다”라고 썼다.

## 저서
- The Englishwoman in America (1856)
- The Hawaiian Archipelago (1875)
- A Lady's Life in the Rocky Mountains (1879)
- Unbeaten Tracks in Japan (1880)
- The Golden Chersonese and the way Thither (1883)
- Journeys in Persia and Kurdistan (1891)
- Among the Tibetans (1894)
- Korea and her Neighbours (1897) 《조선과 그 이웃 나라들》 (ISBN 89-303-0679-9, ISBN 89-85577-04-2)

《조선과 그 이웃 나라들》은 이사벨라 버드 비숍의 대표적인 기행문으로 19세기 조선의 풍물, 종교, 기생, 민요, 서민 생활, 궁중의 모습, 여성들의 낮은 지위에 대한 언급을 하고 있다.
- The Yangtze Valley and Beyond (1899) 《양자강을 가로질러 중국을 보다》(ISBN 89-5872-015-8, ISBN 89-85631-84-5)
- Chinese Pictures (1900)
- Notes on Morocco (published in the Monthly Review) (1901)